# Rassemblement républicain croate
Pour les articles homonymes, voir HRZ.
Le Rassemblement républicain croate (en croate : Hrvatska republikanska zajednica, abrégé en HRZ), est un parti politique nationaliste en Croatie.

## Histoire
Le Rassemblement républicain croate est le successeur du Parti républicain croate fondé en 1951, à Buenos Aires (Argentine), par Ivan Oršanić. Il a été officiellement enregistré à Zagreb le 15 juin 1991. 
Depuis sa fondation, le parti n'a eu aucun élu national ou régional.

## Le parti aujourd'hui
Le parti affirme souhaite promouvoir, dans la vie politique croate, des "options nationalistes et citoyennes modérées". Ses dirigeants disent vouloir réaliser une "synthèse entre la politique nationale d'Ante Starčević les courants socialo-étatiques actuels du type solidaire." Le mot d'ordre du HRZ est : "La foi dans l'idée d'un État croate et les idées éthiques de liberté des hommes et des citoyens".
L'actuel président du parti est Mario Marcos Ostojić.